# Subdivisions d'Anguilla
Les Subdivisions d'Anguilla sont appelées districts.
Les quinze districts de Anguilla sont :
- Blowing Point
- East End
- George Hill
- Island Harbour
- North Hill
- North Side
- Offshore Cays
- Sandy Ground
- Sandy Hill
- South Hill
- Stoney Ground
- The Farrington
- The Quarter
- The Valley
- West End